# Yaakov Shwekey
Yaakov Shwekey (né en 1977) est un chanteur juif américain, d'origines Mizrahi (égyptienne et syrienne) par son père et Ashkénaze par sa mère, très populaire dans la communauté juive orthodoxe.

## Éléments biographiques
Il est généralement classé dans la catégorie des chanteurs dits "hassidiques". Bien que ces chanteurs ne soient pas nécessairement des membres formels du hassidisme (mais certains d'entre eux le sont, tel Avraham Fried qui appartient au Mouvement Loubavitch ou Mordekhai ben David appartenant au Mouvement Gour), néanmoins leur style s'inspire des chants hassidiques traditionnels, dans une version modernisée, et qui est de fait américanisée. 
La légende veut que Yaakov Shwekey ait fait ses débuts au Miami Boys Choir. En réalité, il n'y a fait qu'un bref passage, de quelques mois tout au plus, qui est resté inaperçu, car son nom n'est mentionné nulle part sur les albums des MBC. De toute évidence, il ne faisait pas partie des solistes vedettes du groupe.Discuter
Mais c'est aujourd'hui un artiste très connu, y compris en France, où il a déjà donné plusieurs concerts, dont l'un a fait l'objet d'un DVD, "Shwekey – Live in Paris 2006.".
L'un de ses plus fameux succès est "Rachem
", composé par Pinky Weber, qui figure sur son premier album שָׁמַעְתִּי "Shomati" (Aderet Music, 2001).
Duo avec Shlomi Shabat en 2014 sur le titre Kolot. 
Il chante également avec Shlomi Shabat au Palais des Congrès de Paris le 17 novembre 2014.

## Discographie
| Nom de l'album                                | Année de sortie | Commentaires |
| --------------------------------------------- | --------------- | --- |
| Shomati                                       | 2001            | Comprend les succès "Shomati" "Shehechiyonu" "Meheroh" "Racheim" et "Chasoif" |
| Shwekey 2                                     | 2002            | Comprend les succès "Av Horachamim" "Hamelamed" "V'noh" et "Ki Hatov" |
| Besimcha                                      | 2003            | Collection de chants de mariage juifs populaires |
| Yedid                                         | 2004            | Avec les tubes "Hu Yiftach" "Vehaarev" "Ben Bag Bag" "Omar" "Shema" et "Im Eshkocheich". |
| Behisorerus                                   | 2005            | Collection de chansons populaires des Kumzits. |
| Live in Paris                                 | 2006            | Également disponible en DVD |
| Leshem Shomayim (Shwekey 4)                   | 2007            | Comprend les succès "Birshus", "Eishes Chayil", "Emes", "Halo Yadata", "Ma Ma Ma" et "Tatte" en anglais et en yiddish. |
| Live in Caesaria, Israel 5768                 | 2008            | Également disponible en DVD. Comprend des duos avec Yonatan Razel et Yossi Green. |
| Ad Bli Dai (Shwekey V)                        | 2009            | Comprend les succès "Areivim" "Veshochanti" "Mimkomcha" "Illon" et "Vehi She'omdah". |
| The Shwekey Collection                        | 2010            | Compilation de chansons des albums précédents sur trois albums |
| Libi Bamizrach                                | 2010            | Avec les tubes "Libi Bamizrach", "Boee Beshalom", "Hakadosh Baruch Hu" et "Rau Banim". |
| Live in Caesaria II, Israel 5770              | 2010            | Également publié en DVD. Comprend des duos avec Chaim Yisrael, Baruch Levine, Yitzchak Meir Helfgot et Acheinu. Comprend les succès "Refuah" et "Kol Mevaser" |
| Cry No More                                   | 2012            | Avec les tubes "Kedai", "Lo Yaavod", "Oleinu", "Yesimcho" et "Cry No More". |
| Live in Nokia Stadium, Israel 5773            | 2013            | Également disponible en DVD. Comprend des duos avec Shai Abramson et Shlomi Shabat. Comprend le tube "Mi Shebeirach" |
| Kolot                                         | 2014            | Inclut des duos avec Shlomi Shabat et Aharon Razel. Comprend les succès "Am Yisrael" "Kolot" "Tefillat Kallah" "Et Rekod" & "Asara Bnei Adam" |
| We Are A Miracle                              | 2016            | Avec les tubes "Maamin Benisim", "We Are A Miracle", "Smachot", "Maran Sheli", "Inshallah" et "Chaim Shel Shalom". |
| Those Were The Days: My Favorite Collection   | 2017            | Double album de reprises de nombreux classiques de la chanson juive, d'artistes et de genres différents. |
| A Time For Music 29 & 30, Part 1              | 2017            | Également disponible en DVD. Comprend un duo avec Yitzy Waldner |
| Musica                                        | 2018            | Sorti en juin 2018, la plupart des compositions ont été réalisées par Yitzy Waldner, qui apparaît sur "Tefilat Hashla". Les arrangeurs de l'album sont : Tamir Zur, Ian Freitor, Daniel Kapler, Ravid Kashti, Abie Rotenberg, Moshe Laufer, Avrumi Berko, Moshik Tzabbari et Rafi Greidi. |
| Those Were The Days 2: My Favorite Collection | 2019            | Album de reprises de nombreux classiques de la chanson juive, d'artistes et de genres différents. |
| Live Park, 2020                               | 2020            | Également disponible en DVD. Comprend un duo avec Yonatan Razel sur "Vehi shaamda". |
| A Toast To Life                               | 2021            | 13 chansons de styles variés en hébreu, anglais et yiddish |
| Elevate                                       | 2022            | Chaque titre est une collaboration avec un artiste ou un groupe de musique juive différent, en mémoire de Yosef Kahn, décédé lors de l'écrasement de la foule à Meron en 2021. |

## Singles
- I Can Be 2015
- V'afilu B'astara Ft. Kobi Peretz 2018
- Elokei Oz Ft. Menachem Shwekey 2018
- Shivisi (Acapella) Ft. Zmiros Choir 2019
- Rabbi Nehorai (Remix) 2019
- I Am Alive 2019
- Misinay Ba 2020
- Toda Al Hakol (Live) Ft. Kobi Peretz 2020
- I Can Be 2.0 2020
- L'david 2020
- Keli Keli 2021

## Figure aussi
- Shuvu El Hashem (R' Shmuel Brazil), 2000 ("Kechu", "Kerasicha", "Im Eshkachech", "Shuvi Nafshi", and "Yerushalayim")
- Dance With Neginah 5 (Neginah), 2001 ("Zoche" and "Hora Medley")
- Dance With the Stars, 2002 ("Zoche")
- The Best of The Best 2 (Gideon Levine), 2002 ("Al Tiktzof")
- Miami 25 (Miami Boys Choir), 2002 ("Racheim") - CD/DVD
- Journeys 4 (Abie Rotenberg), 2002 ("Mama Rachel")
- A Time For Music 18 (HASC), 2005 ("Ben Bag Bag", "Mama Rachel", "Ki Hatov", "Rebono", and "Finale") - CD/DVD
- Vezakeni (Baruch Levine), 2006 ("Vehu Keili")
- Eternity (Oorah), 2006 ("Eternity")
- Highlights - A Time For Music 19 (HASC), 2006 ("Yedid" and "Finale") - DVD only
- Harei Yehuda (Yehuda Gilden), 2008 ("Yehi Shalom")
- A Time For Music 22 (HASC), 2009 ("Emes", "Tatte", "Leshem Shomayim", "Vehu Keili", "Mi K'amcha Yisrael", "Carlebach Medley", "Rachem Medley", "Ma Ma Ma", and "Finale") - CD/DVD
- Mona 7 (Mona Rosenblum), 2017 ("Uteshuva U'Tefilah Utzedakah")
- Lecha Dodi 2020 Single (Various Artists)
- Tzav Hashaha 2020 ("Elokim Natan Lecha B'matana")
- Shir 3 (Shlomo Yehuda Rechnitz), 2021 ("Achas")